# FK Dubnica
Maillots
Dernière mise à jour : 30 septembre 2019.
Le MFK Dubnica est un club slovaque de football basé à Dubnica nad Váhom.

## Historique

Logo du MFK Dubnica

- 1926 : fondation du club sous le nom de SK Dubnica
- 1948 : le club est renommé Sokol SK Dubnica
- 1953 : le club est renommé DSO Spartak SK Dubnica
- 1962 : le club est renommé TJ Spartak SK Dubnica
- 1965 : le club est renommé TJ Spartak SMZ Dubnica
- 1978 : le club est renommé TJ Spartak ZTS SK Dubnica
- 1993 : le club est renommé FK ZTS Dubnica
- 2008 : le club est renommé MFK Dubnica
- 2017 : le club est renommé FK Dubnica

### Bilan européen
Note : dans les résultats ci-dessous, le score du club est toujours donné en premier
| Saison | Compétition     | Tour           | Club               | Domicile | Extérieur | Total  |
| ------ | --------------- | -------------- | ------------------ | -------- | --------- | ------ |
| 1998   | Coupe Intertoto | Premier tour   | Olympiakos Nicosie | 3 - 0    | 4 - 1     | 7 - 1  |
| 1998   | Coupe Intertoto | Deuxième tour  | FC Koper           | 2 - 3    | 1 - 0     | 3 - 3E |
| 2004   | Coupe Intertoto | Premier tour   | Teuta Durrës       | 4 - 0    | 0 - 0     | 4 - 0  |
| 2004   | Coupe Intertoto | Deuxième tour  | Slovan Liberec     | 1 - 2    | 0 - 5     | 1 - 7  |
| 2005   | Coupe Intertoto | Premier tour   | Vasas SC           | 2 - 0    | 0 - 0     | 2 - 0  |
| 2005   | Coupe Intertoto | Deuxième tour  | Ankaraspor         | 4 - 0    | 0 - 1     | 4 - 1  |
| 2005   | Coupe Intertoto | Troisième tour | Newcastle United   | 1 - 3    | 0 - 2     | 1 - 5  |

Légende
- Victoire ou qualification pour le tour suivant
- Match nul
- Défaite ou élimination de la compétition